# Harry Potter y el prisionero de Azkaban
Harry Potter y el prisionero de Azkaban (título original en inglés: Harry Potter and the Prisoner of Azkaban) es una novela fantástica escrita por la autora británica J. K. Rowling, que constituye la tercera entrega de la serie literaria Harry Potter (1997–2007). La historia sigue al personaje titular, un joven mago que cursa su tercer año en el Colegio Hogwarts de Magia y Hechicería. Junto con sus amigos Ron Weasley y Hermione Granger, Harry intenta descubrir la verdad sobre Sirius Black, un peligroso fugitivo de Azkaban —la prisión del mundo mágico—, a quien muchos consideran un antiguo aliado de lord Voldemort.
El libro salió a la venta en el Reino Unido el 8 de julio de 1999 a través de Bloomsbury, y en los Estados Unidos el 8 de septiembre bajo el sello de Scholastic, Inc. Rowling escribió esta entrega con rapidez y sin dificultades, y logró terminarla apenas un año después de comenzar el manuscrito. En solo tres días, el libro vendió 64 000 ejemplares en territorio británico, y en 2012 se reportó que la cifra había ascendido a las tres millones de copias vendidas en ese país. La novela recibió el premio Whitbread al mejor libro infantil de 1999, así como el Bram Stoker y el Locus a la mejor novela de fantasía al año siguiente. También fue finalista de varios galardones, entre ellos el Hugo.
La adaptación cinematográfica homónima llegó a los cines en 2004, obtuvo excelentes críticas y recaudó más de US$796 millones. Además, se desarrollaron varios videojuegos inspirados vagamente en la obra, lanzados para múltiples plataformas, que en su mayoría recibieron valoraciones positivas.

## Argumento
La fuga
El verano se acerca a su fin y encuentra a Harry Potter de 13 años en la casa de sus tíos, los Dursley. Pero luego de un incidente en que el muchacho no logra controlar su temperamento y hechiza a una visitante –Marge, la hermana de Vernon Dursley–, el muchacho huye a bordo del Autobús Noctámbulo rumbo a Londres. Así se entera de la noticia que mantiene en vilo al mundo mágico: un peligroso asesino ha burlado a los carceleros de Azkaban y se ha dado a la fuga.
Tras refugiarse en la taberna El Caldero Chorreante, se reencuentra, al cabo de unos días, con sus amigos Hermione Granger y Ron Weasley, quien se hospeda junto a su familia en el lugar. Pese a la renuencia de su esposa, Arthur Weasley decide poner al tanto a Harry de la relación que existe entre él y el fugitivo Sirius Black: Black estuvo entre las filas del innombrable lord Voldemort durante la plenitud de su poder y el motivo de su huida es, aparentemente, asesinar a Harry para propiciar el retorno de su amo.
Bienvenida y advertencia

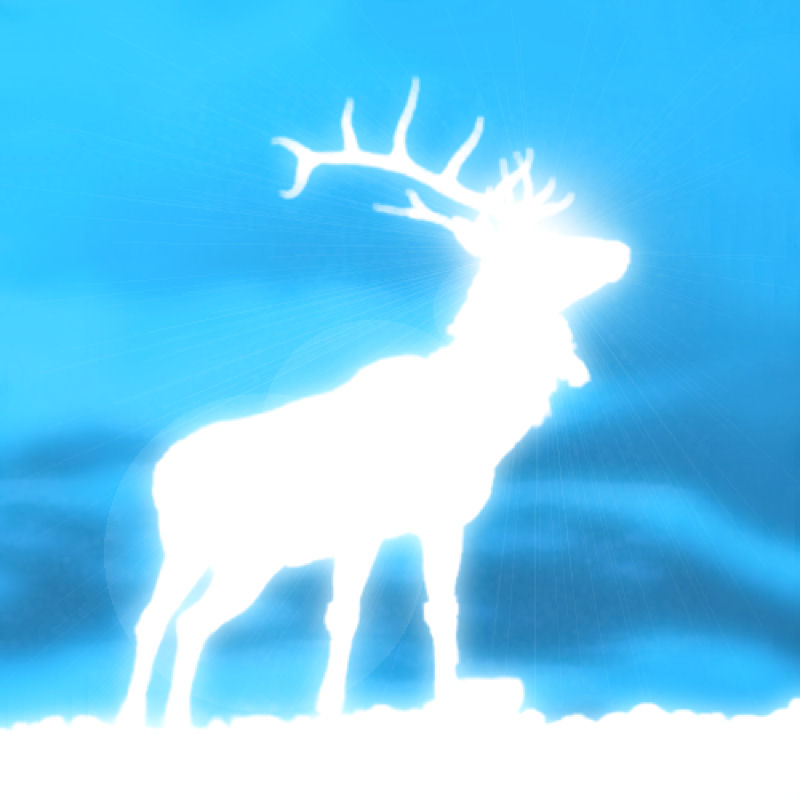
Expectro patronus, hechizo que utiliza Harry para alejar a los dementores.

El tren que lleva a los alumnos al Colegio Hogwarts es retenido e inspeccionado por unas criaturas tenebrosas, los dementores, que el Ministerio de Magia ha enviado para custodiar los accesos al instituto. El director Albus Dumbledore advierte a los alumnos en el banquete de bienvenida que no propicien situaciones que despierten la furia de las criaturas, ya que su ira es implacable. Pero los dementores desarrollan un particular interés por Harry y lo atacan durante un partido de quidditch; por ello, Remus Lupin, nuevo docente de Defensa contra las Artes Oscuras, decide enseñarle el encantamiento patronus que le permitirá defenderse de sus atacantes.

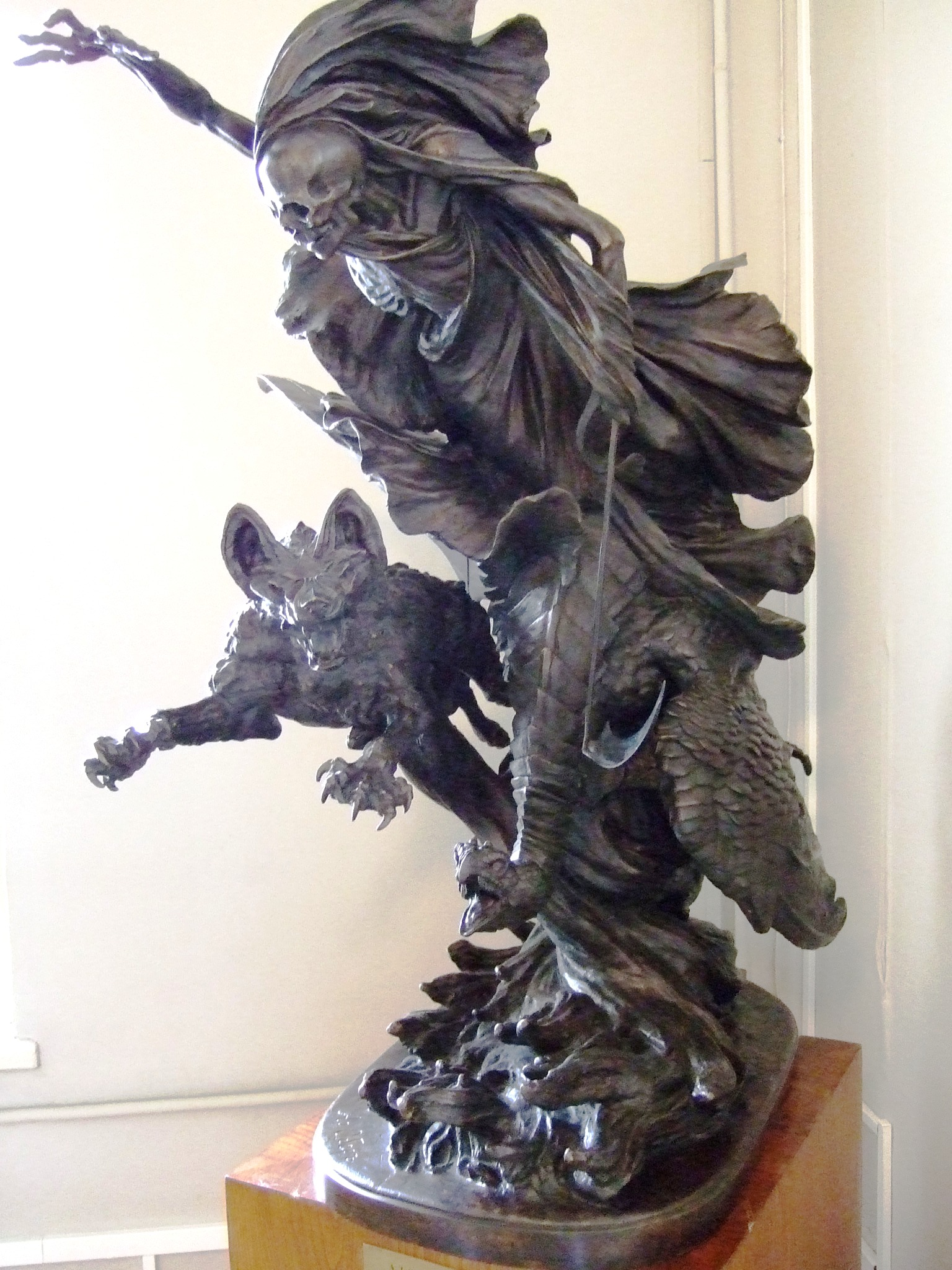
Los dementores son criaturas encapuchadas que se asemejan a la representación de la muerte.

Pero Lupin guarda un secreto que lo vincula a Sirius Black y a una de las víctimas de este último, Peter Pettigrew: todos ellos fueron compañeros de escuela y amigos de los Potter, y durante la Primera Guerra contra Voldemort los ayudaron a esconderse del brujo tenebroso. Sin embargo, como Harry descubre en una excursión oculta a la villa de Hogsmeade, Black traicionó al matrimonio y los entregó al Innombrable propiciando el homicidio que dejó huérfano a Harry. El muchacho, enrrabietado por la ira, jura matar a Black cuando lo encuentre.
Los malos presagios que anticipan el peligro se suceden, incluyendo al grim –un perro negro espectral que ronda el colegio– y la predicción de la profesora Trelawney sobre el regreso de Voldemort; finalmente el encuentro se produce cuando Harry, Ron y Hermione son atraídos a la Casa de los gritos. Allí, donde también se reúnen Lupin y Severus Snape, se revela que el verdadero traidor de los Potter fue Peter Pettigrew; este había permanecido escondido bajo la forma de Scabbers, la rata de Ron, gracias a sus dotes de animago. Esa misma apariencia produce que se lo confunda con el perro espectral que anuncia la muerte. Con la aparición y captura de este último, Harry comienza a confiar en Sirius quien resulta ser su padrino.
Otra fuga
Pero la inocencia del prófugo no puede probarse; cuando el grupo se dirige a Hogwarts para entregar a Pettigrew, Lupin, quien sufre de licantropía, se transforma en hombre lobo y al mismo tiempo los dementores los atacan debilitándolos hasta perder el conocimiento. Antes de desmayarse, Harry ve que alguien ahuyenta a las criaturas con un patronus.
Siguiendo los consejos de Dumbledore, Harry y Hermione utilizan un artefacto que les permite retroceder unas horas en el tiempo para ayudar a que Black eluda la pena capital a que lo ha sentenciado el Ministerio. Así, los jóvenes liberan a un hipogrifo y, montado en su lomo, Black consigue huir prometiendo a Harry que volverán a verse pronto.

## Antecedentes y recepción
Harry Potter y el prisionero de Azkaban constituye el tercer volumen de la serie Harry Potter. El primero, Harry Potter y la piedra filosofal, se publicó bajo el sello de Bloomsbury el 26 de junio de 1997; el segundo, Harry Potter y la cámara secreta, llegó a las librerías el 2 de julio de 1998. Rowling empezó a escribir El prisionero de Azkaban al día siguiente de concluir La cámara secreta. En 2004 declaró que fue «la mejor experiencia de escritura que tuve en mi vida... Estaba en un momento muy cómodo. Las preocupaciones económicas inmediatas habían quedado atrás y la atención de la prensa todavía no resultaba excesiva».

### Recepción crítica

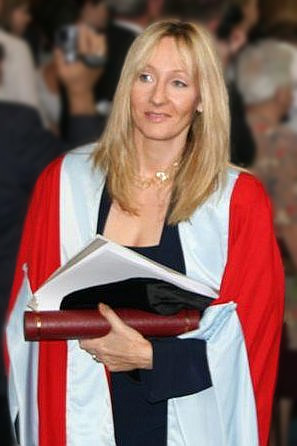
J. K. Rowling, autora de la serie literaria.

Tras su publicación, Harry Potter y el prisionero de Azkaban recibió en su mayoría críticas positivas. The Daily Telegraph recopiló reseñas de varios medios británicos y las organizó en una escala de valoración que incluía: «Me encantó», «Bastante buena», «Aceptable» y «Basura». The Daily Telegraph, The Guardian, The Times, The Independent, The Sunday Telegraph y The Sunday Times ubicaron la novela en la categoría de «Me encantó», mientras que The Observer la calificó como «Bastante buena». The Guardian informó que la obra alcanzó una calificación promedio de 9 sobre 10, basada en reseñas publicadas en diversos periódicos británicos. En BookBrowse, que recopiló opiniones de la prensa estadounidense, el consenso crítico también fue favorable. En una escala de cinco estrellas, Kirkus Reviews y School Library Journal le otorgaron la puntuación máxima, mientras que Publishers Weekly la evaluó con cuatro.
Gregory Maguire escribió una reseña para The New York Times donde señaló: «Hasta ahora, en términos de trama, los libros no proponen nada nuevo, pero lo hacen de manera brillante... todo va bien hasta aquí». Karen Macpherson, en su reseña en el mismo diario, afirmó que «Harry Potter y el prisionero de Azkaban podría ser el mejor libro de Harry Potter hasta ahora». Un crítico de KidsReads comentó: «Esta fantasía de ritmo ágil te dejará con ganas de leer los otros cuatro libros de Harry que J. K. Rowling está escribiendo. Su tercer año es una joya. No te lo pierdas». Kirkus Reviews elogió el desenlace como «un clímax capaz de acelerar el pulso... Los personajes principales y la historia avanzan con tal agilidad que el libro parece más breve de lo que es: los lectores deberían despejar su agenda si son fanáticos, o apartarse si no lo son». Martha Parravano, de The Horn Book Magazine, valoró positivamente la novela y la describió como «un libro bastante bueno». Por su parte, Publishers Weekly destacó que «el ingenio de Rowling nunca decae, ya sea al construir la lógica del mundo mágico o al lanzar bromas veloces... El hechizo de 'Potter' sigue intacto».
No todas las opiniones fueron favorables. Anthony Holden, un miembro del jurado que estuvo en contra de que la obra se llevara el premio Whitbread, expresó una crítica negativa. Señaló que los personajes resultan «totalmente planos, blancos o negros», las tramas «predecibles», la tensión «mínima» y el sentimentalismo «empalaga en cada página».
En una encuesta publicada en 2012 por School Library Journal, el libro alcanzó el puesto número 12 en la lista de las 100 mejores novelas infantiles de todos los tiempos.

### Premios
Harry Potter y el prisionero de Azkaban acumuló numerosos reconocimientos. En 1999 obtuvo el premio Booklist Editors' Choice, el Bram Stoker a la mejor obra para jóvenes lectores, el Children's Book y el Whitbread Book en la categoría infantil. Al año siguiente, recibió el premio Locus a la mejor novela de fantasía y figuró entre los nominados del Hugo a la mejor novela, el primero de la serie en alcanzar esa nominación. Sin embargo, no obtuvo el galardón, que fue concedido a Un abismo en el cielo (1999). Por otra parte, la obra fue distinguida con el premio Indian Paintbrush Book y el Colorado Blue Spruce a la mejor novela juvenil. La Asociación de Bibliotecas de Estados Unidos lo incluyó en su lista de libros infantiles más notables y también lo seleccionó como uno de sus mejores títulos para jóvenes adultos. Al igual que los dos volúmenes anteriores, conquistó la medalla de oro del Nestlé Smarties Book Prize en la categoría de 9 a 11 años y lideró la lista de superventas de  The New York Times. En ambos casos, marcó la última entrega de la saga en alcanzar esos logros. Poco antes de la publicación de Harry Potter y el cáliz de fuego (2000), el periódico creó una clasificación específica para literatura infantil, con el propósito de liberar espacio en el listado general. En 2003, la novela alcanzó el puesto 24 en la encuesta literaria The Big Read, organizado por la BBC.

### Ventas
La novela vendió aproximadamente de 64 000 copias en el Reino Unido en los tres días posteriores a su publicación, lo que lo convirtió en el libro británico de venta más rápida en ese momento. Según The Guardian, las ventas totales en ese país alcanzaban las 3 377 906 copias en 2012.

## Lanzamiento y ediciones

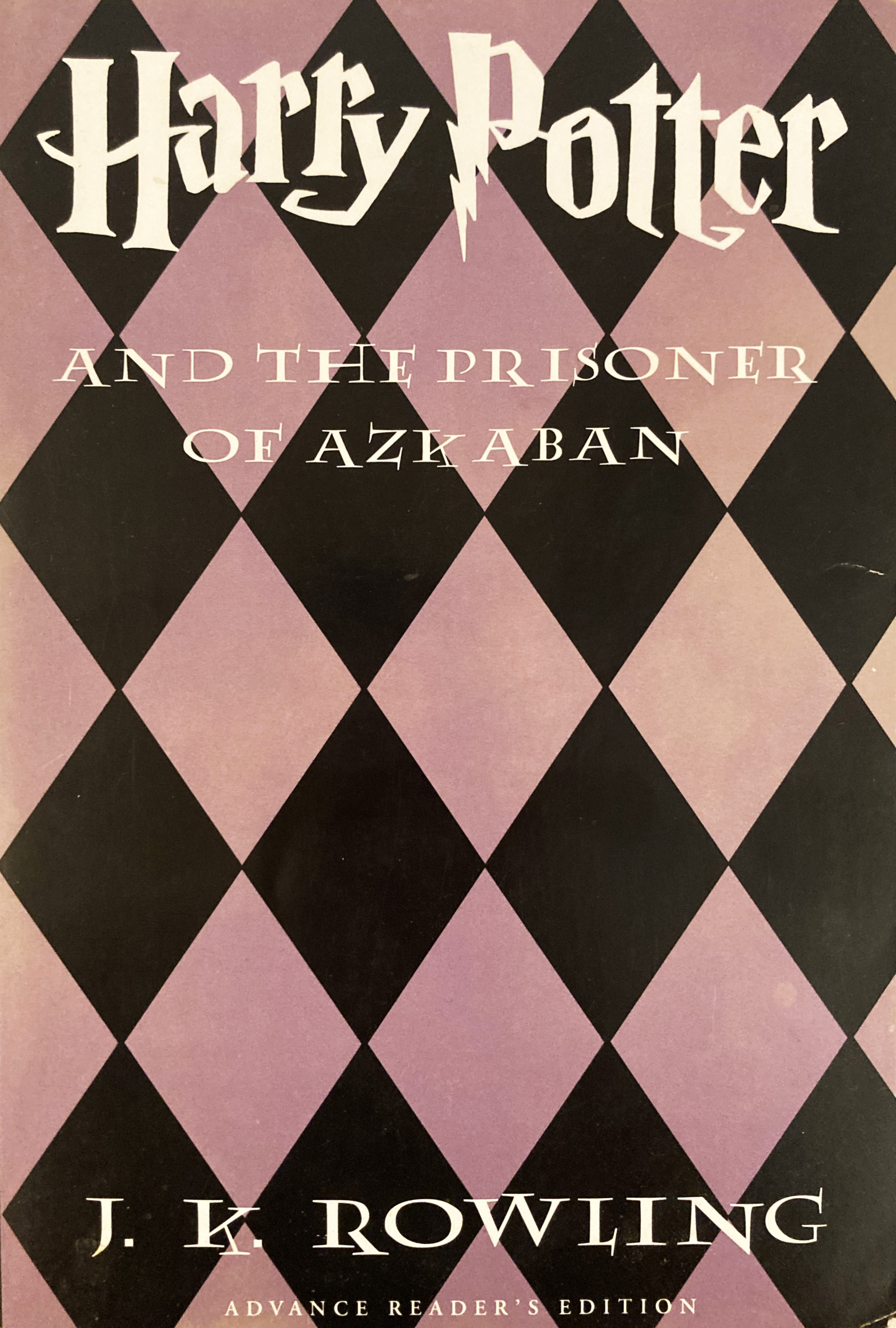
Portada de la «Advance Reader's Edition» estadounidense, con diseño de rombos en estilo arlequín.

Antes de la publicación oficial de Harry Potter y el prisionero de Azkaban, se imprimieron dos ediciones preliminares en el Reino Unido y una copia anticipada en Estados Unidos bajo el sello «Advance Reader's Edition» (ARE). La primera preliminar británica, con cubiertas moradas, presentaba diferencias con respecto a la segunda y tuvo una tirada muy limitada de apenas 50 ejemplares. La segunda, con cubiertas verdes, alcanzó una impresión de 150 copias. La edición anticipada estadounidense constituyó el último lanzamiento de este tipo dentro de la serie. Su contracubierta incluía una nota editorial que explicaba las circunstancias excepcionales del adelanto:
Debido a la demanda sin precedentes de este libro, hemos adelantado la fecha de publicación un año completo. (Lo entendemos, nosotros tampoco podíamos esperar para leerlo). Por ello, nos hemos apresurado a hacerles llegar esta Advance Reader's Edition lo más pronto posible.
La edición en tapa dura salió a la venta en el Reino Unido el 8 de julio de 1999 y en Estados Unidos el 8 de septiembre del mismo año. El lanzamiento británico tuvo lugar a las 3:45 p. m., una hora inusual elegida para evitar que jóvenes faltaran a clases. La primera impresión contiene un error en la página 7: un salto de línea involuntario dentro de una cita en bloque. Las dos reimpresiones siguientes corrigieron esa errata. Clays Ltd produjo un total de 5 150 ejemplares entre las tres versiones.
La edición británica en rústica se publicó el 1 de abril de 2000. La edición estadounidense en ese formato se distribuyó el 1 de octubre de 2001. El 10 de julio de 2004, Bloomsbury lanzó una edición rústica para adultos con una portada alternativa, seguida en octubre por una versión en tapa dura con el mismo diseño. El 8 de julio de 1999 también presentó una edición especial en tapa dura, con borde verde y signatura. En mayo de 2004 publicó la Celebratory Edition, con un marco decorativo en azul y púrpura. El 1 de noviembre de 2010 lanzó la edición conmemorativa del décimo aniversario, ilustrada por Clare Mellinsky. En julio de 2013 incorporó una nueva portada para adultos, ilustrada por Andrew Davidson; ambas versiones llevaron el sello del estudio Webb & Webb Design Limited.
El 27 de agosto de 2013, Scholastic comenzó a distribuir en Estados Unidos nuevas ediciones rústicas con portadas creadas por Kazu Kibuishi para conmemorar el decimoquinto aniversario de la serie. Una edición ilustrada de Harry Potter y el prisionero de Azkaban se publicó el 3 de octubre de 2017 con más de 115 ilustraciones realizadas por Jim Kay, quien también hizo lo propio con los dos primeros volúmenes. Esta entrega formó parte de un proyecto editorial que abarca los siete libros. El 6 de octubre de 2022, Kay anunció su retiro del proyecto. Su último trabajo en la serie, Harry Potter y la Orden del Fénix, se publicó el 11 de octubre de ese mismo año.

## Adaptaciones

### Película

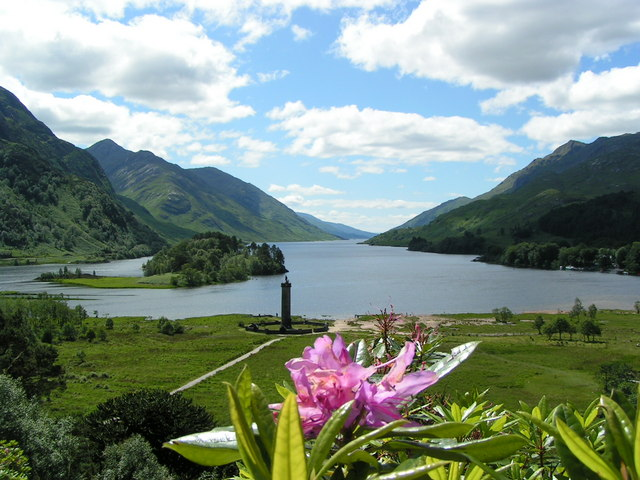
Varias escenas de la película se filmaron en el lago Shiel, Escocia.

El 4 de junio de 2004 se estrenó a nivel mundial la cinta Harry Potter y el prisionero de Azkaban, consiguiendo una recaudación de 795 millones de dólares, lo que la ubicó entre los estrenos con mayor recaudación del año. A su vez, el largometraje consiguió nominaciones a varios premios como el Oscar y el BAFTA.
El filme contó con varios cambios con respecto a las dos primeras adaptaciones cinematográficas. Se conservó al guionista estadounidense Steve Kloves, al diseñador de producción Stuart Craig y a casi todo el reparto; sin embargo, el director de las cintas anteriores –Chris Columbus– decidió no hacerse cargo de este episodio, motivo por el cual se contrató al mexicano Alfonso Cuarón. Otros cambios e incorporaciones fueron la de Michael Gambon en el papel de Albus Dumbledore –dado que Richard Harris, el intérprete original, había fallecido–, la diseñadora de vestuario Jany Temime –que continuaría a lo largo de la serie– y el director de fotografía Michael Seresin.
La crítica, así como la autora de la novela, recibió la cinta con comentarios generalmente elogiosos, admirado el cambio de rumbo impuesto por el nuevo director y su acabado estético; se señaló que, bajo la dirección de Cuarón, la serie Harry Potter se había adentrado en territorios más oscuros y referidos al progresivo desarrollo de sus protagonistas. El director declaró había centrado su atención en el despertar de la sexualidad de los tres personajes principales y en el costado dramático de la trama.

### Videojuegos
En 2004 se publicaron tres adaptaciones distintas del videojuego Harry Potter y el prisionero de Azkaban, cada una diseñada para diferentes plataformas y géneros, con desarrollos a cargo de estudios independientes bajo el sello de Electronic Arts. El 25 de mayo se lanzaron dos versiones: KnowWonder presentó la destinada a la Microsoft Windows, con una propuesta que fusiona aventura y rompecabezas, mientras que Griptonite Games publicó su edición para la Game Boy Advance, centrada en la mecánica del juego de rol. La entrega para computadoras obtuvo una valoración del 68% en GameRankings y 67/100 en Metacritic. La versión para la Game Boy Advance recibió puntuaciones levemente superiores: 69% en GameRankings y 69/100 en Metacritic. Pocos días después, el 29 de mayo, EA UK lanzó una variante de acción y aventura para la GameCube, PlayStation 2 y Xbox. La edición para la GameCube fue calificada con un 69% en GameRankings y 67/100 en Metacritic, mientras que la correspondiente a la PlayStation 2 se destacó con la puntuación más alta entre todas las plataformas: 72% y 70/100. Por su parte, la versión para la Xbox obtuvo un 68% en GameRankings y repitió el 67/100 en Metacritic.